# Mitchell Mulhern
Mitchell Mulhern (22 de janeiro de 1991) é um desportista australiano que compete no ciclismo na modalidade de pista, especialista na prova de perseguição por equipas.
Ganhou duas medalhas no Campeonato Mundial de Ciclismo em Pista, nos anos 2014 e 2015, ambas em perseguição por equipas.

## Medalheiro internacional
| Campeonato Mundial | Campeonato Mundial      | Campeonato Mundial | Campeonato Mundial      |
| Ano                | Lugar                   | Medalha            | Competição              |
| ------------------ | ----------------------- | ------------------ | ----------------------- |
| 2014               | Cali ( Colômbia)        | Medalha de ouro    | Perseguição por equipas |
| 2015               | Saint-Quentin ( França) | Medalha de bronze  | Perseguição por equipas |